# Hugh Boyd Secondary School
 (juin 2022).
La mise en forme du texte ne suit pas les recommandations de Wikipédia : il faut le « wikifier ».
Les points d'amélioration suivants sont les cas les plus fréquents. Le détail des points à revoir est peut-être précisé sur la page de discussion.
- Les titres sont pré-formatés par le logiciel. Ils ne sont ni en capitales, ni en gras.
- Le texte ne doit pas être écrit en capitales (les noms de famille non plus), ni en gras, ni en italique, ni en « petit »…
- Le gras n'est utilisé que pour surligner le titre de l'article dans l'introduction, une seule fois.
- L'italique est rarement utilisé : mots en langue étrangère, titres d'œuvres, noms de bateaux, etc.
- Les citations ne sont pas en italique mais en corps de texte normal. Elles sont entourées par des guillemets français : « et ».
- Les listes à puces sont à éviter, des paragraphes rédigés étant largement préférés. Les tableaux sont à réserver à la présentation de données structurées (résultats, etc.).
- Les appels de note de bas de page (petits chiffres en exposant, introduits par l'outil «  Source ») sont à placer entre la fin de phrase et le point final[comme ça].
- Les liens internes (vers d'autres articles de Wikipédia) sont à choisir avec parcimonie. Créez des liens vers des articles approfondissant le sujet. Les termes génériques sans rapport avec le sujet sont à éviter, ainsi que les répétitions de liens vers un même terme.
- Les liens externes sont à placer uniquement dans une section « Liens externes », à la fin de l'article. Ces liens sont à choisir avec parcimonie suivant les règles définies. Si un lien sert de source à l'article, son insertion dans le texte est à faire par les notes de bas de page.
- La présentation des références doit suivre les conventions bibliographiques. Il est recommandé d'utiliser les modèles {{Ouvrage}}, {{Chapitre}}, {{Article}}, {{Lien web}} et/ou {{Bibliographie}}. Le mode d'édition visuel peut mettre en forme automatiquement les références.
- Insérer une infobox (cadre d'informations à droite) n'est pas obligatoire pour parachever la mise en page.

Pour une aide détaillée, merci de consulter Aide:Wikification.
Si vous pensez que ces points ont été résolus, vous pouvez retirer ce bandeau et améliorer la mise en forme d'un autre article.
 (septembre 2022).
L'école secondaire Hugh Boyd (ESHB), communément appelée Hugh Boyd ou Boyd, est une école secondaire publique faisant partie du district scolaire 38 de Richmond (SD38), desservant des élèves de la 8e à la 12e année. L'école est située du côté ouest de Richmond, en Colombie-Britannique, au Canada, au 9200 No. 1 Road, qui s'étend au nord jusqu'à Francis Road et au sud jusqu'à Pendleton Road. Hugh Boyd comprend le bâtiment principal de l'école avec ses dizaines de salles de classe, 2 gymnases ainsi que 3 stationnements (2 situés à l'avant et à l'arrière de l'école et 1 situé à l'extrême nord sur Francis Road), 2 terrains de soccer (Boyd Oval et Boyd South) et un terrain en gazon synthétique avec 4 sections (blanc, jaune, rouge, bleu). À l'est, l'école est située à côté du centre communautaire de West Richmond et du terrain de golf West Richmond Pitch & Putt . Hugh Boyd Secondary a été nommé d'après Hugh Boyd (politicien), le premier préfet du canton de Richmond (maintenant la ville de Richmond).
L'ecole secondaire Hugh Boyd a ouvert ses portes en 1960 à l'origine en tant qu'école secondaire de premier cycle desservant uniquement les élèves de la 8e à la 10e année avant de s'agrandir en 1996 pour devenir une école secondaire de premier cycle et de deuxième cycle desservant les élèves de la 8e à la 12e année. En septembre 2020, l'école avait terminé ses mises à niveau sismiques nécessaires de près de 11 millions de dollars canadiens; qui comprend l'ajout d'une nouvelle aile technologique et d'autres améliorations mineures vers le bâtiment.
Sa population étudiante varie chaque année, d'environ 500 à 800 étudiants, dont la plupart viennent du quartier environnant de Seafair. La zone de chalandise scolaire de Hugh Boyd, à partir de 2022, se compose des 7 écoles élémentaires de James Gilmore, Alfred B. Dixon, Manoah Steves, John G. Diefenbaker, Quilchena, Lord Byng et RM Grauer.
Les couleurs de l'école de Hugh Boyd sont le noir et l'or, et le nom de l'équipe sportive de l'école est les chevaux de Troie Hugh Boyd (communément appelés chevaux de Troie), la mascotte de l'école étant Tommy Trojan. Hugh Boyd propose des programmes sportifs tels que le basket -ball, le volley-ball, le football, l'ultimate (mixte), l'athlétisme, le golf et la course de fond.

## Programmes d'apprentissage
Hugh Boyd propose un programme d'études combinées (partagé avec Matthew McNair Secondary ), le propre programme d'arts du spectacle de l'école, un centre d'apprentissage et un programme de ressources, et un programme d'incitation (INC) pour la science, les individus et les sociétés, et la langue et la littérature (grades 8-10). Depuis le 1er septembre 2011, la candidature de l'école pour le programme d'éducation intermédiaire (PEI) de leBaccalauréat International (BI) a été acceptée et a été reconnue comme école candidate au BI pour le PEI. En 2013, Hugh Boyd est officiellement devenu une école du monde de le BI, le PEI ayant postulé auprès des élèves de la 8e à la 10e année de l'école.

### Motivation
"Le programme d'incitation met au défi les élèves motivés de la 8e à la 10e année d'atteindre l'excellence académique et personnelle. Il est conçu pour répondre aux besoins des étudiants à haut potentiel avec des qualités de leadership potentielles. Les élèves de chaque année étudieront l'anglais, les études sociales et les sciences dans un environnement conçu pour les mettre au défi. Il y aura des possibilités d'apprentissage coopératif, d'études indépendantes et d'expériences d'excursions hors de l'école. Les élèves doivent être des penseurs indépendants et prendre des risques dans leur approche de l'apprentissage et posséder une pensée critique et des compétences créatives en résolution de problèmes."

### Études combinées
"Le programme d'études combinées Boyd est un programme académique alternatif conçu pour répondre aux besoins d'apprentissage des élèves de 11e et 12e année qui n'ont pas réussi en classe ordinaire. Les étudiants doivent être capables de passer tous les examens provinciaux requis et de compléter les résultats d'apprentissage dans un groupe de classe plus petit. »

### Centre d'apprentissage et ressource
"Boyd héberge également un centre d'apprentissage et un programme de ressources complets, avec une équipe substantielle d'enseignants-ressources et d'AE qui soutiennent les étudiants aux capacités diverses."

### Arts performants
"Le programme d'arts de la scène de Boyd propose un large éventail de cours de théâtre et de musique, y compris le théâtre, la batterie, le jazz et l'orchestre d'harmonie, et continue de remporter des concours et de produire des productions théâtrales de qualité professionnelle. Ces programmes sont complétés par un programme d'arts visuels offrant des cours de photographie, de dessin et de peinture, de céramique et de sculpture et d'arts avancés en studio.

### Programme d'éducation intermédiaire de le BI (PEI)
"Le programme d'éducation intermédiaire d'Hugh Boyd est un programme de baccalauréat international auquel tous nos élèves de la 8e à la 10e année sont inscrits. Les élèves sont tous éduqués en utilisant les principes du profil de l'apprenant de le BI qui ont été "conçus pour développer des personnes à l'esprit international qui, reconnaissant leur humanité commune et leur tutelle partagée de la planète, contribuent à créer un monde meilleur et plus pacifique". Les apprenants de ce programme s'efforcent d'être : enquêteurs, bien informés, penseurs, communicants, fondés sur des principes, ouverts d'esprit, attentionnés, preneurs de risques, équilibrés et réfléchis." 

## Apprentissage, exigences du cours, obtention du diplôme
Les principaux domaines d'études de Hugh Boyd comprennent les mathématiques, les sciences, les arts du langage, les études sociales, l'éducation physique (EP) et l'éducation à la vie professionnelle (CLE). Pour l'obtention du diplôme et l'apprentissage postsecondaire, il faut réussir les cours du domaine d'études de base, réussir les évaluations de littératie et de numératie de fin d'études et obtenir 80 crédits de cours de la 10e à la 12e année. Les cours offerts à Boyd sont généralement divisés en aspects plus spécifiques du cours existant, plus l'étudiant est élevé (c'est-à-dire Mathématiques, 8e-9e année → Fondations/Pré-calcul, 10 → Fondations, 11-12 OU Pré-calcul, 11-12).
Obtention des exigences du PEI telles que la réussite de tous les domaines du programme de base, l'acquisition de la langue, les cours d'arts/design, l'unité interdisciplinaire du PEI de la 8e à la 10e année, avoir un minimum de 10 heures de service/bénévolat par année (de la 8e à la 10e année) et le projet personnel de PEI 10e année décerne aux élèves le certificat IB MYP. Le certificat peut être utilisé pour soutenir les candidatures à l'enseignement universitaire et postsecondaire,.
| Cours                                      | Effectif total du personnel (y compris les enseignants stagiaires ) associé au cours |
| ------------------------------------------ | ------------------------------------------------------------------------------------ |
| Mathématiques                              | 7                                                                                    |
| La science                                 | 6                                                                                    |
| Particuliers et Sociétés                   | 11                                                                                   |
| Langue et littérature                      | 6                                                                                    |
| Éducation physique et à la santé           | 4                                                                                    |
| Acquisition de la langue                   | 4                                                                                    |
| Éducation technologique                    | 1                                                                                    |
| Économie domestique                        | 3                                                                                    |
| Musique                                    | 1                                                                                    |
| Beaux-Arts                                 | 2                                                                                    |
| Arts performants                           | 1                                                                                    |
| Conception et technologie de l'information | 1                                                                                    |
| Éducation d'affaires                       | N / A                                                                                |
| Leadership                                 | N / A                                                                                |
| Éducation à la vie professionnelle         | 3                                                                                    |
| MON P                                      | 3                                                                                    |

## Histoire
1960 - L'école secondaire Hugh Boyd est fondée et ouvre ses portes aux élèves de la 8e à la 10e année
1994 - Toutes les écoles secondaires du premier cycle du district scolaire 38 de Richmond ont été converties en écoles secondaires du premier cycle, y compris Hugh Boyd 
1er septembre 2011 - La candidature de l'établissement au PEI de l'IB est acceptée
2013 - Hugh Boyd devient une école du monde de l'IB pour le PEI 
Juin/décembre 2018 - Après 80 ans de travail bénévole combiné, les frères Haddow, Bill et Bruce devaient quitter le programme de football des Troyens 
Septembre 2020 - La mise à niveau sismique de Hugh Boyd est terminée, les transitions scolaires vers le quartier du système linéaire en raison de COVID-19
Février 2021 - Le «remaniement principal» de SD38 affecte 7 écoles élémentaires et 5 écoles secondaires, dont Boyd 
Septembre 2021 - Hugh Boyd passe définitivement du système Trimestre à Semestre avec toutes les autres écoles du SD38 (hors. AR MacNeill, écoles secondaires de Richmond ) 

## Anciens notables
- Nicki Clyne, actrice
- Nicolas Macrozonaris, Athlète